# Rectoraat Bourgondië

Vrijgraafschap Bourgondië (blauw)

Het Rectoraat Bourgondië is een andere naam voor het Vrijgraafschap Bourgondië van 1127 tot 1156 gegeven door de Rooms-Duitse koning aan het Huis Zähringen.

## Context
Het graafschap Bourgondië was een deel van het Heilige Roomse Rijk, het Hertogdom Bourgondië behoorde tot het Koninkrijk Frankrijk. Toen Reinoud III van Bourgondië zich in 1127 wilde losscheuren van het Roomse Rijk, stelde Keizer Lotharius III, Koenraad I van Zähringen aan als rector, plaatsvervanger van de keizer in het graafschap Bourgondië. Koenraad was de broer van  Agnes van Zähringen, de moeder van de pas overleden Willem III van Bourgondië.
Reinoud III stierf in 1148, hij had een dochter Beatrix. Koenraad I stierf in 1152 en werd opgevolgd door zijn zoon Berthold IV van Zähringen. De nieuwe Keizer Frederik I Barbarossa (1152-1190) speelde liever zeker en huwde Beatrix in 1156. Berthold behield zijn titel, maar de betekenis verviel.